# Юинг, Сэм
Сэмюэл Эванс (Сэм) Юинг-младший[уточнить] (англ. Samuel Evans (Sam) Ewing, Jr.; 27 июля 1906, Брин-Мар, Пенсильвания — 6 апреля 1981, Делрей-Бич, Флорида) — американский хоккеист на траве, защитник; крикетист. Бронзовый призёр летних Олимпийских игр 1932 года, участник летних Олимпийских игр 1936 года.

## Биография
Сэм Юинг родился 27 июля 1906 года в американском городе Брин-Мар.
В 1927 году окончил Принстонский университет, затем учился в юридической школе.
Занимался многими видами спорта: был известным футболистом, теннисистом и сквошистом на восточном побережье США. В Принстоне четыре года выступал за теннисную команду, два — за футбольную, один — за баскетбольную. К 1932 году играл в хоккей на траве за крикетный клуб «Мэрион» из Хаверфорда.
В 1932 году вошёл в состав сборной США по хоккею на траве на летних Олимпийских играх в Лос-Анджелесе и завоевал бронзовую медаль. Играл на позиции защитника, провёл 2 матча, мячей не забивал.
В 1936 году вошёл в состав сборной США по хоккею на траве на летних Олимпийских играх в Берлине, поделившей 10-11-е места. Играл на позиции защитника, провёл 2 матча, мячей (по имеющимся данным) не забивал.
До Второй мировой войны занимался юридической практикой. После начала боевых действий поступил в американскую армию рядовым. Дослужился до майора, награждён пятью звёздами за кампании и медалью «Бронзовая звезда».
После войны на протяжении многих лет работал исполнительным директором компании RCA.
Умер 6 апреля 1981 года в американском городе Делрей-Бич.